# نوروود (كارولاينا الشمالية)
نوروود (بالإنجليزية: Norwood, North Carolina)‏ هي مستوطنة تقع في الولايات المتحدة في مقاطعة ستانلي، كارولاينا الشمالية. يقدر عدد سكانها بـ 2,379 نسمة ومساحتها 6.2 كم2 و وترتفع عن سطح البحر 124 متر.

## التركيبة السكانية
حدّد مكتب تعداد الولايات المتحدة بيانات التركيبة السكانية لنوروود في تعداد الولايات المتحدة. في ما يلي، التركيبة السكانية حسب تعدادي 2000 و2010.

### تعداد عام 2000
بلغ عدد سكان نوروود 2,216 نسمة بحسب تعداد عام 2000، وبلغ عدد الأسر 893 أسرة وعدد العائلات 624 عائلة مقيمة في البلدة. في حين سجلت الكثافة السكانية 188.1 نسمة لكل كيلومتر مربع (487.2/ميل2). وبلغ عدد الوحدات السكنية 1,036 وحدة بمتوسط كثافة قدره 87.9 لكل كيلومتر مربع (227.7/ميل2).
وتوزع التركيب العرقي للبلدة بنسبة 67.69% من البيض و25.45% من الأمريكيين الأفارقة و0.05% من الأمريكيين الأصليين و1.04% من الأمريكيين ذوي الأصول الآسيوية و4.87% من الأعراق الأخرى و0.90% من عرقين مختلطين أو أكثر و6.72% من الهسبانيون أو اللاتينيون من أي عرق.
بلغ عدد الأسر 893 أسرة كانت نسبة 33.9% منها لديها أطفال تحت سن الثامنة عشر تعيش معهم، وبلغت نسبة الأزواج القاطنين مع بعضهم البعض 52.2% من أصل المجموع الكلي للأسر، ونسبة 13.1% من الأسر كان لديها معيلات من الإناث دون وجود شريك، بينما كانت نسبة 4.6% من الأسر لديها معيلون من الذكور دون وجود شريكة وكانت نسبة 30.1% من غير العائلات. تألفت نسبة 26.4% من أصل جميع الأسر من عدة أفراد يعيشون في نفس المنزل ونسبة 13.4% كانت تتألف من شخص يعيش بمفرده يبلغ من العمر 65 عاماً أو أكثر. وبلغ متوسط حجم الأسرة المعيشية 2.48، أما متوسط حجم العائلات فبلغ 2.95.
بلغ العمر الوسطي للسكان 38.4 عاماً. وكانت نسبة 25.2% من القاطنين تحت سن الثامنة عشر، وكانت نسبة 6.8% بين الثامنة عشر والرابعة والعشرين عاماً، ونسبة 26.5% كانت واقعةً في الفئة العمرية ما بين الخامسة والعشرين والرابعة والأربعين عاماً، ونسبة 26% كانت ما بين الخامسة والأربعين والرابعة والستين، ونسبة 15.3% كانت ضمن فئة الخامسة والستين عاماً فما فوق. يوجد لكل 100 أنثى 90.6 ذكر، ويوجد لكل 100 أنثى في الثامنة عشر من عمرها فما فوق 87.1 ذكر.
بلغ متوسط دخل الأسرة في البلدة 31,563 دولارًا، أما متوسط دخل العائلة فبلغ 37,460 دولارًا. وكان متوسط دخل الذكور 29,922 دولارًا مقابل 20,288 دولارًا للإناث. وسجل دخل الفرد الخاص بالبلدة 15,117 دولارًا. وكانت نسبة 14.7% من العائلات ونسبة 16.8% من السكان تحت خط الفقر، وكان من هؤلاء نسبة 22.1% تحت سن الثامنة عشر ونسبة 18.3% في الخامسة والستين من العمر وما فوق.

### تعداد عام 2010
بلغ عدد سكان نوروود 2,379 نسمة بحسب تعداد عام 2010، وبلغ عدد الأسر 960 أسرة وعدد العائلات 649 عائلة مقيمة في البلدة. في حين سجلت الكثافة السكانية 202 نسمة لكل كيلومتر مربع (523.2/ميل2). وبلغ عدد الوحدات السكنية 1,311 وحدة بمتوسط كثافة قدره 111.3 لكل كيلومتر مربع (288.3/ميل2).
وتوزع التركيب العرقي للبلدة بنسبة 71.63% من البيض و21.94% من الأمريكيين الأفارقة و0.84% من الأمريكيين الأصليين و0.67% من الأمريكيين ذوي الأصول الآسيوية و3.78% من الأعراق الأخرى و1.13% من عرقين مختلطين أو أكثر و5.09% من الهسبانيون أو اللاتينيون من أي عرق.
بلغ عدد الأسر 960 أسرة كانت نسبة 30.8% منها لديها أطفال تحت سن الثامنة عشر تعيش معهم، وبلغت نسبة الأزواج القاطنين مع بعضهم البعض 45.1% من أصل المجموع الكلي للأسر، ونسبة 15.6% من الأسر كان لديها معيلات من الإناث دون وجود شريك، بينما كانت نسبة 6.9% من الأسر لديها معيلون من الذكور دون وجود شريكة وكانت نسبة 32.4% من غير العائلات. تألفت نسبة 28% من أصل جميع الأسر من عدة أفراد يعيشون في نفس المنزل ونسبة 11.9% كانت تتألف من شخص يعيش بمفرده يبلغ من العمر 65 عاماً أو أكثر. وبلغ متوسط حجم الأسرة المعيشية 2.47، أما متوسط حجم العائلات فبلغ 3.00.
بلغ العمر الوسطي للسكان 42.2 عاماً. وكانت نسبة 23.7% من القاطنين تحت سن الثامنة عشر، وكانت نسبة 7.9% بين الثامنة عشر والرابعة والعشرين عاماً، ونسبة 22.7% كانت واقعةً في الفئة العمرية ما بين الخامسة والعشرين والرابعة والأربعين عاماً، ونسبة 29% كانت ما بين الخامسة والأربعين والرابعة والستين، ونسبة 16.8% كانت ضمن فئة الخامسة والستين عاماً فما فوق. وتوزع التركيب الجنسي للسكان بنسبة 49.6% ذكور و50.4% إناث.

## أعلام
- إليانور روس تايلور
- باك روس